# Співоче поле (Київ)

Сцена Співочого поля під час фестивалю «Країна Мрій» 2011 року.

Співоче поле — це майдан для концертних вистав у Печерському ландшафтному парку у Києві. Саме поняття «співоче поле» означає відкритий простір, де проводяться концерти, фестивалі. Щорічно тут також проводяться виставки квітів.

## Розташування
Від Печерського парку сходи ведуть на Набережне шосе та відкривають чудовий вид на місто. На полі росте багато зелені: трава, дерева, чагарники. На території облаштовані асфальтовані пішохідні доріжки. Співоче поле у Києві вже давно слугує для проведення культурно-масових заходів, фестивалів, виставок, концертів. Кожного літа тут проводиться фестиваль «Країна мрій».

## Проїзд
Доїхати до співочого поля можна автобусом № 51 (зупинка «Парк відпочинку»; далі — догори по сходах) або пройти пішки з Лаврської вулиці.

## Галерея

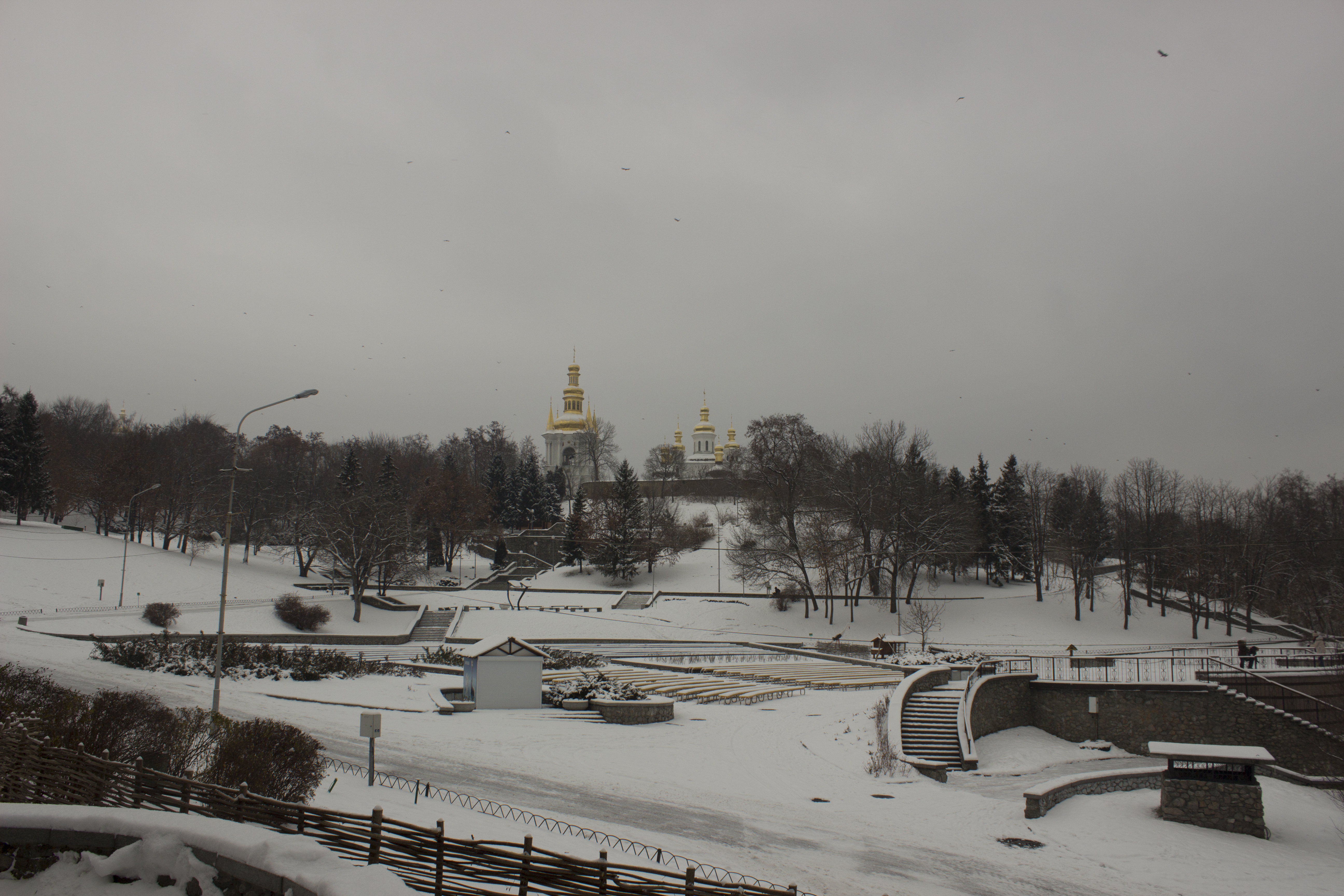
Співоче поле
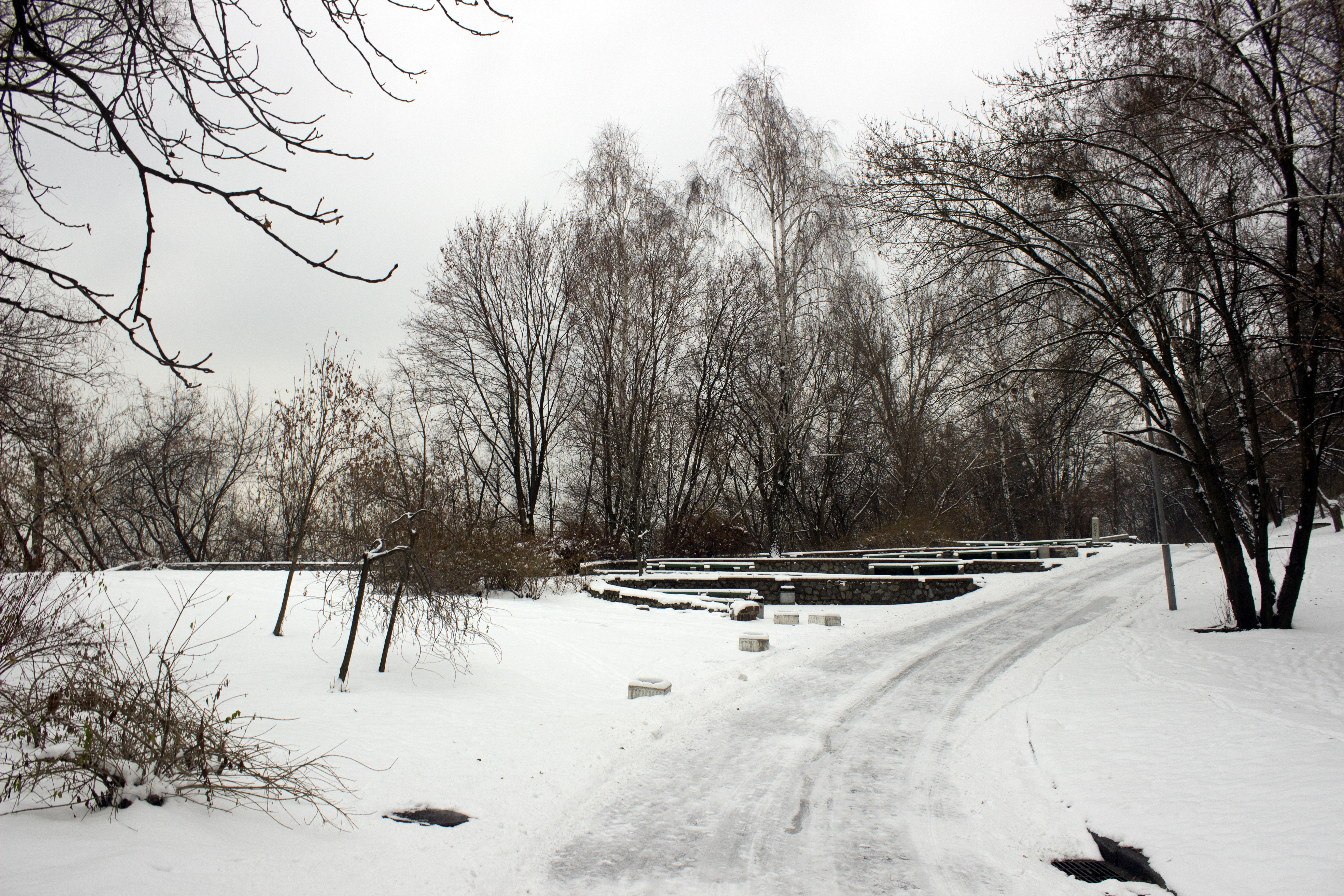
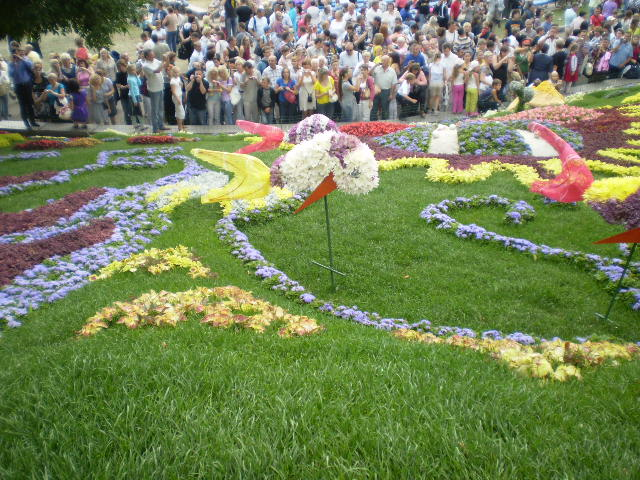
Виставка квітів
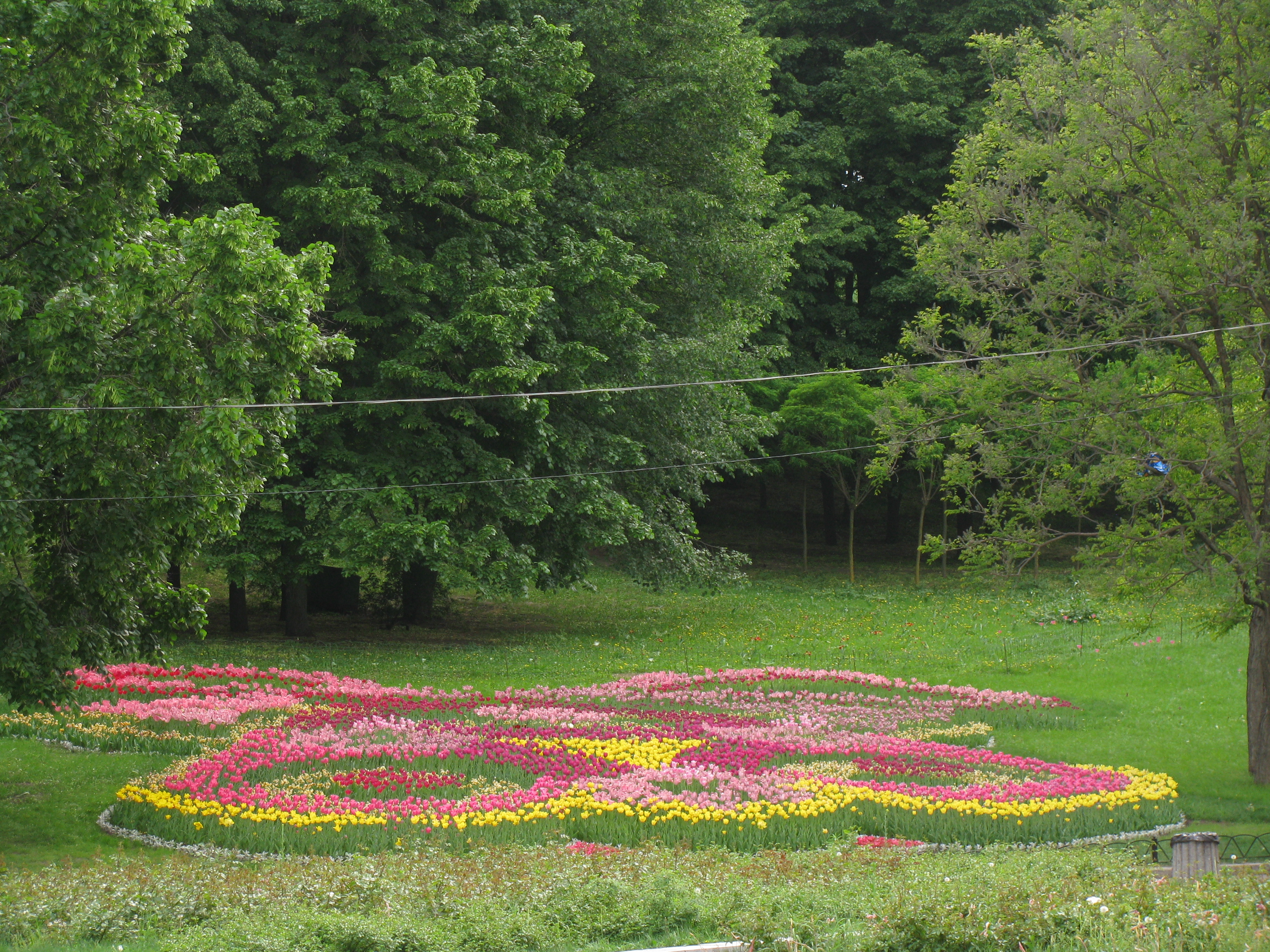
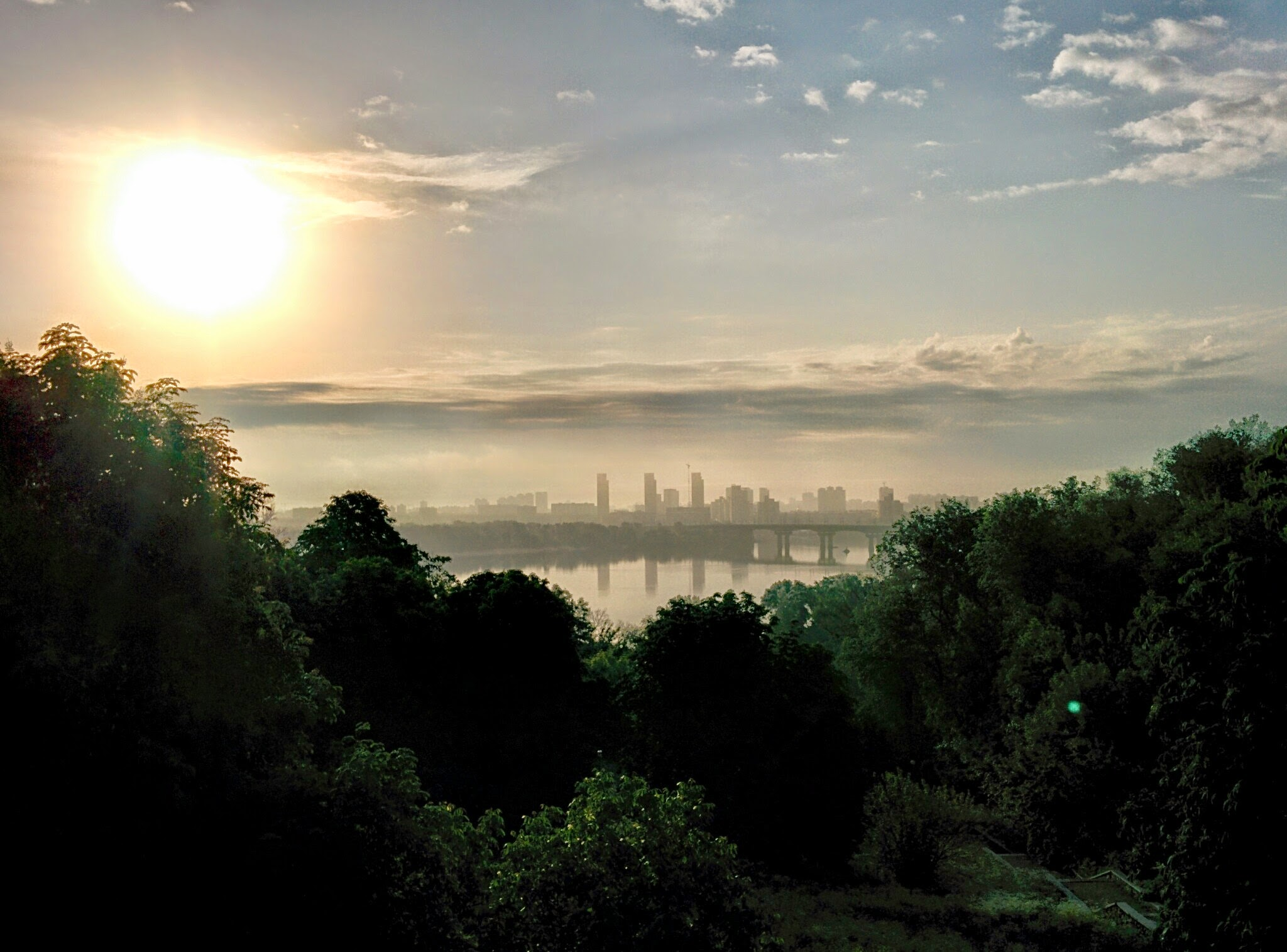
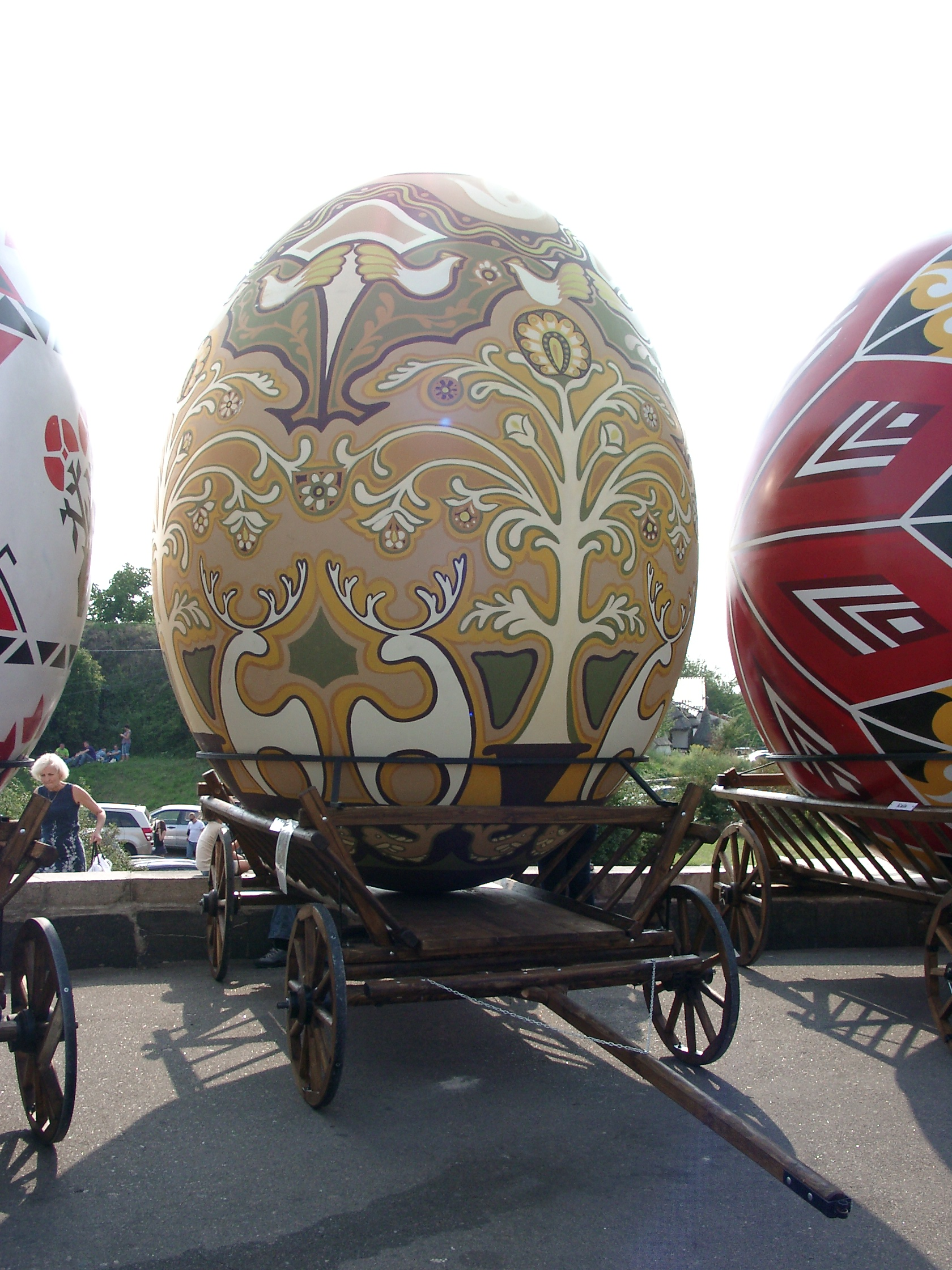
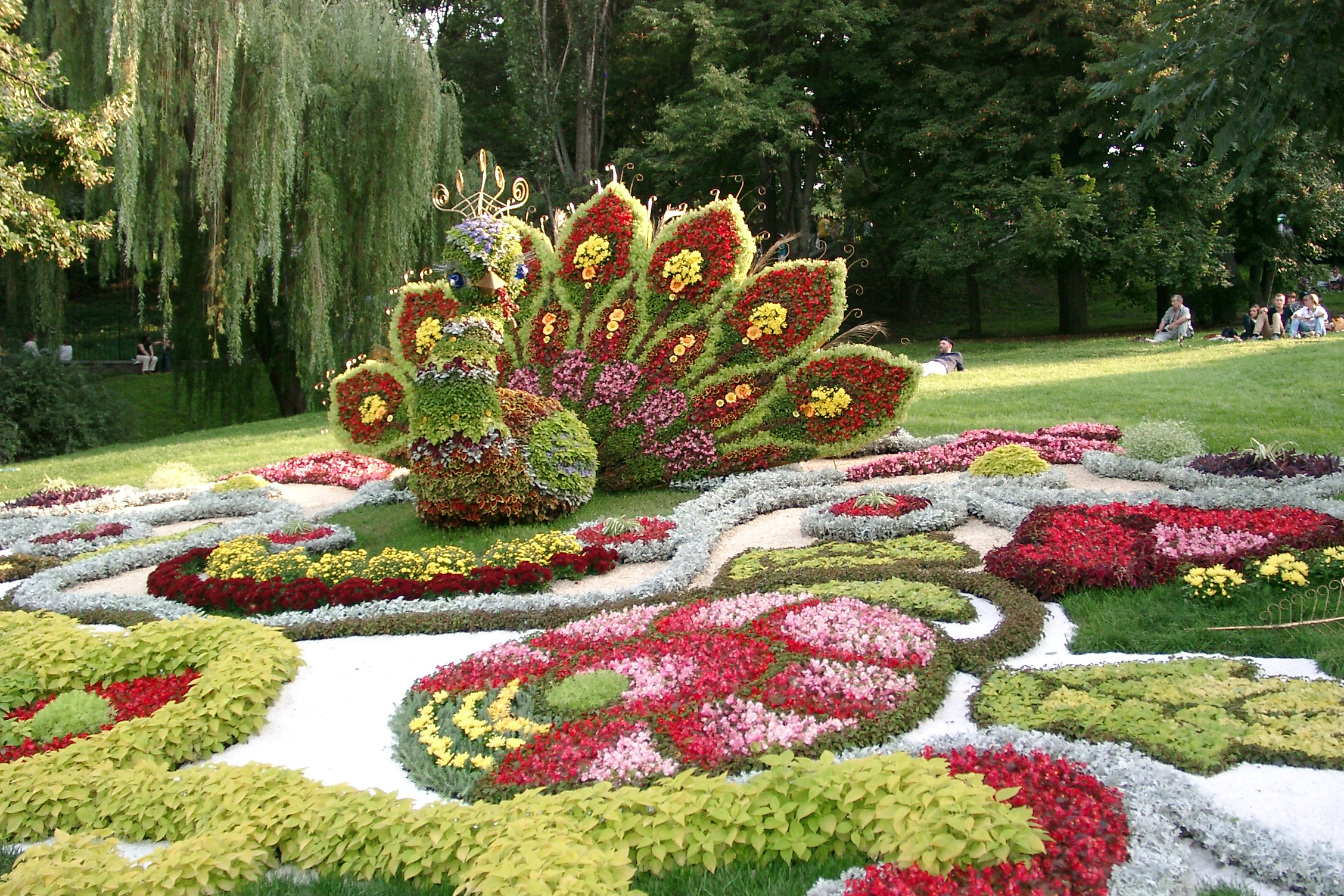
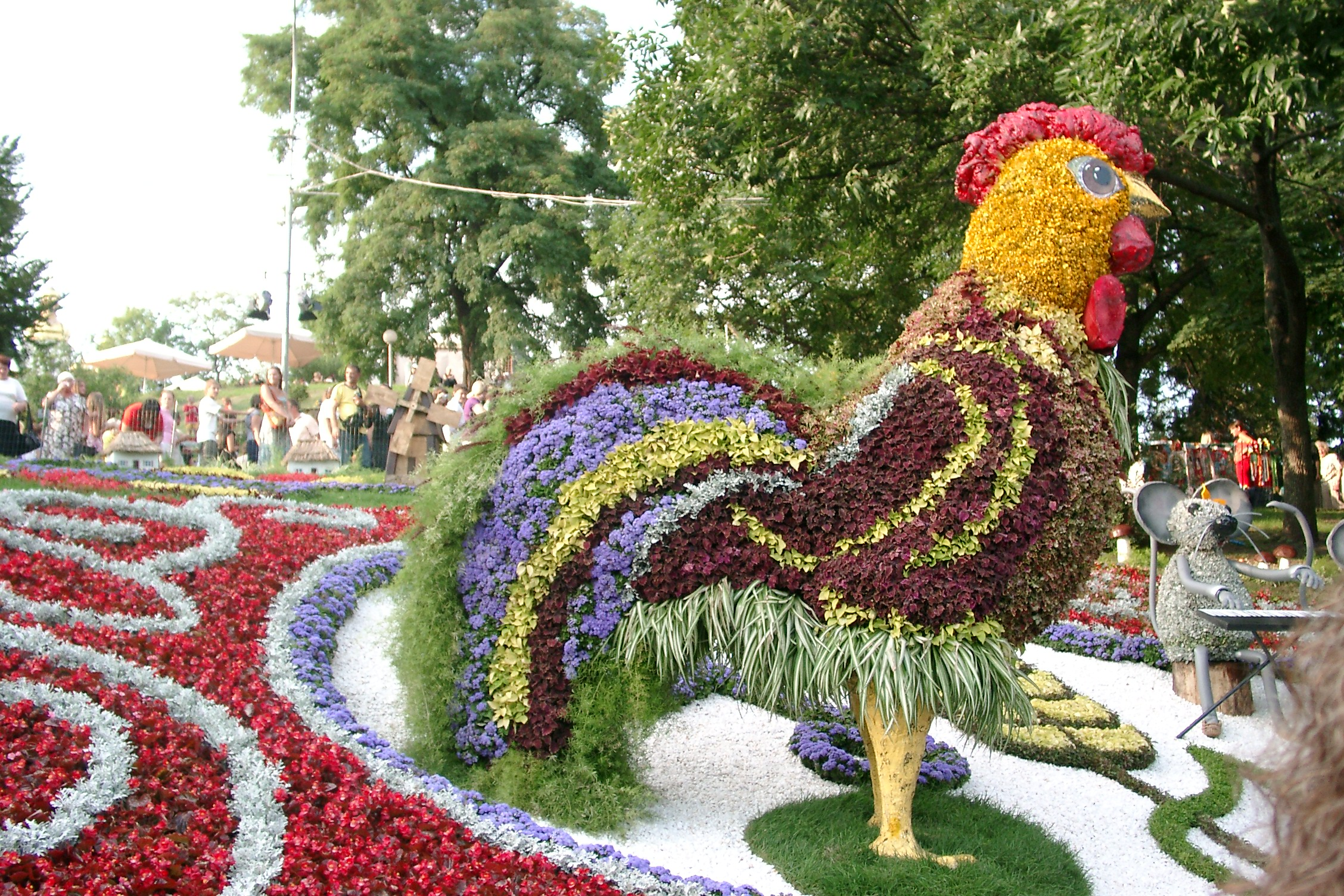
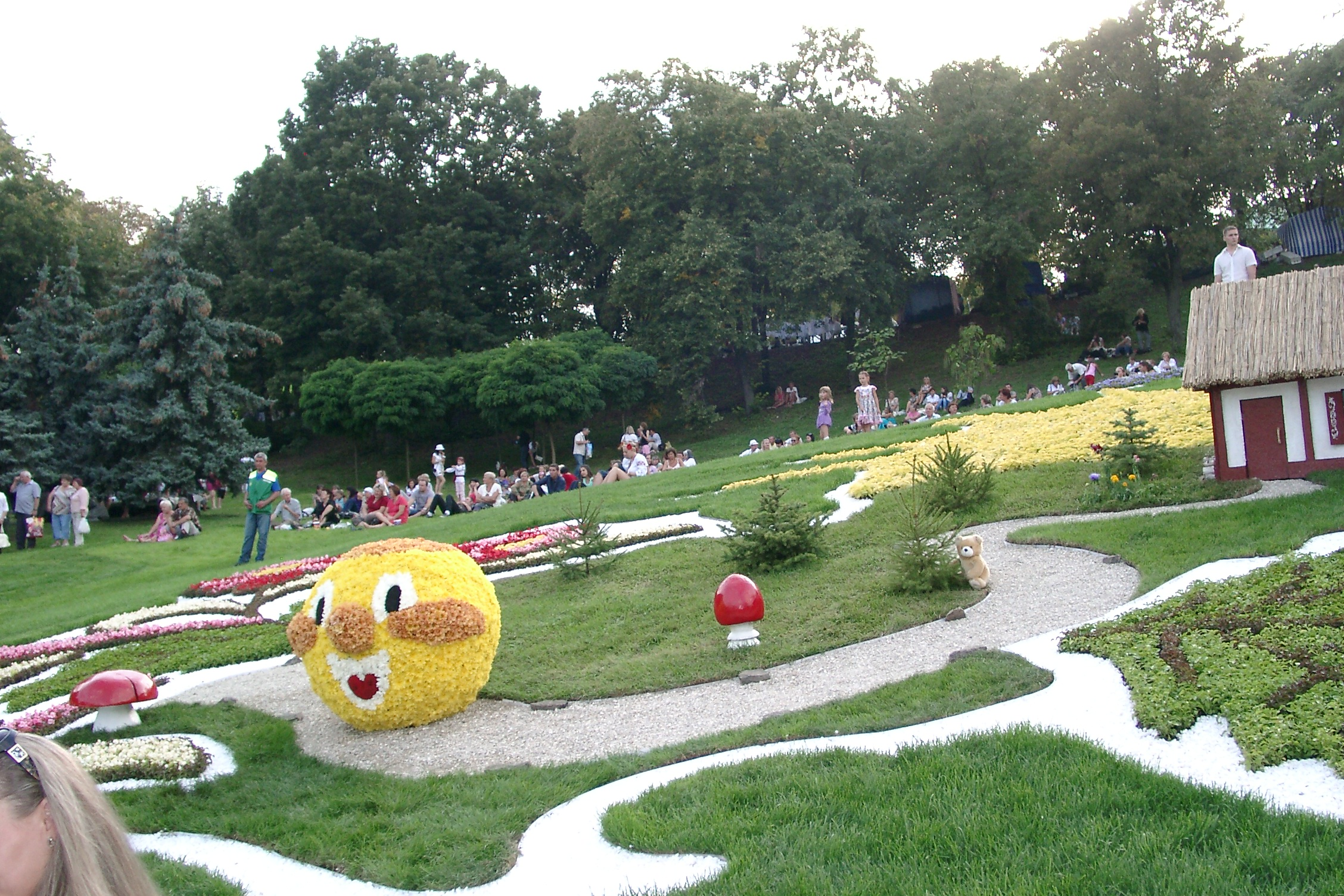
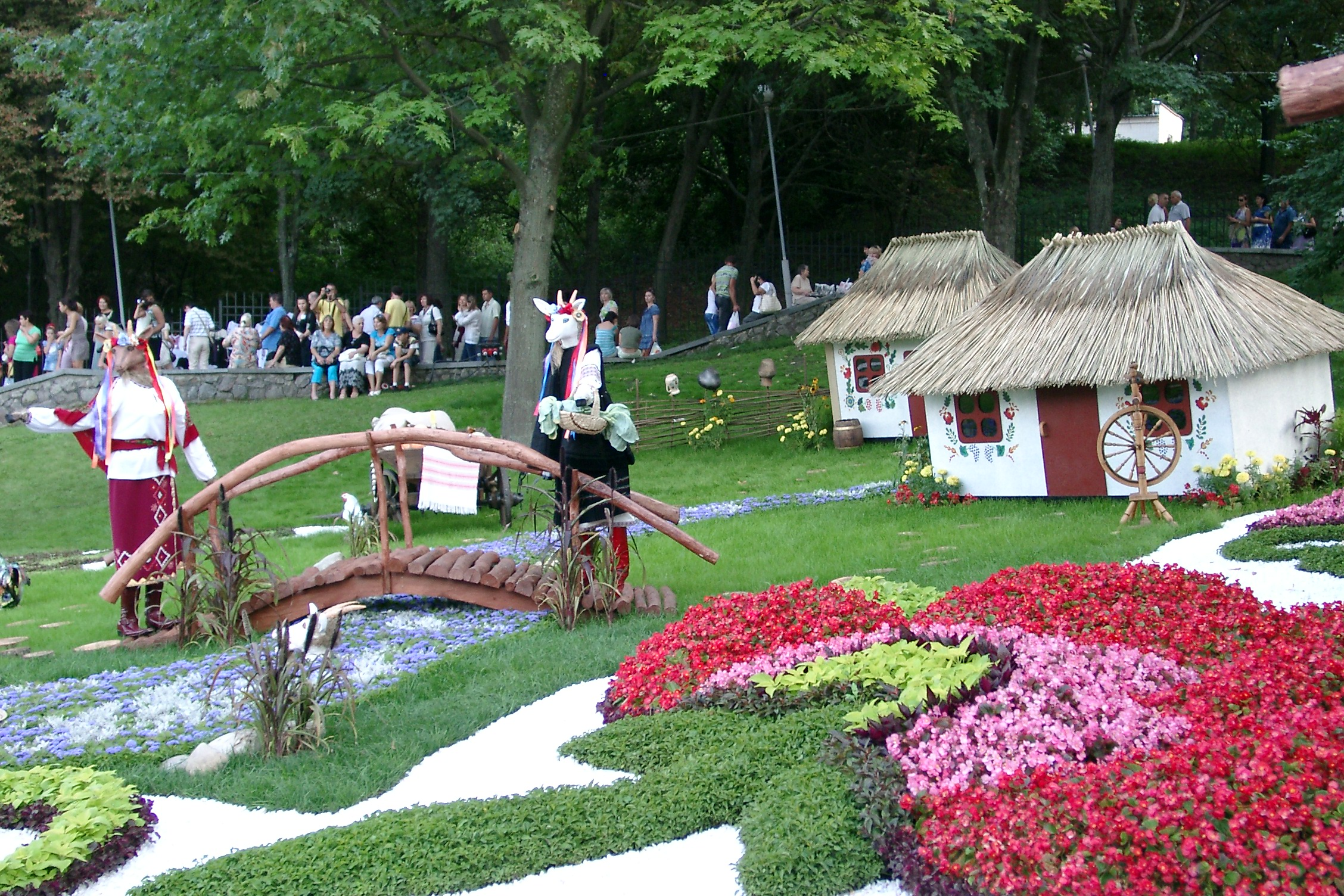
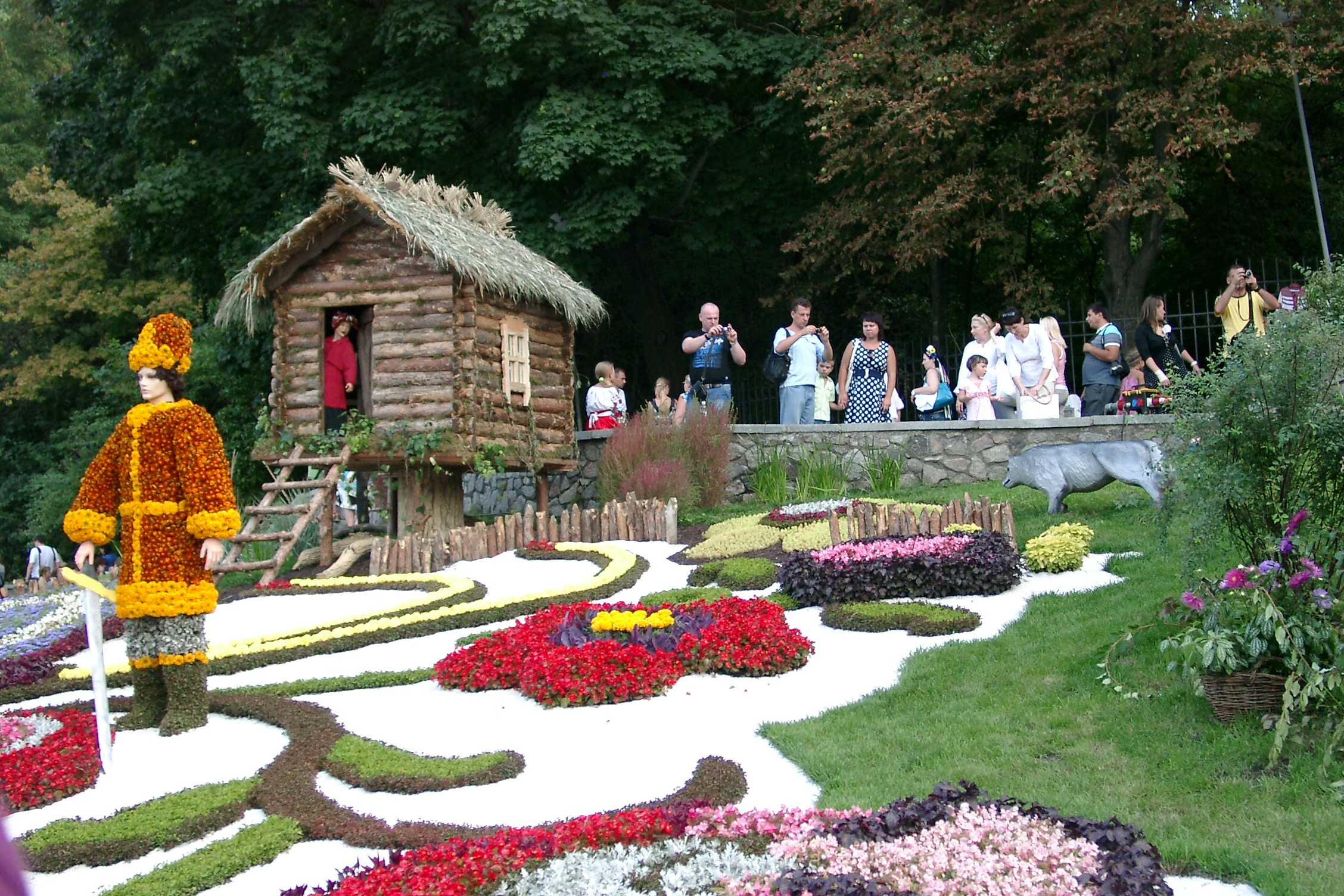
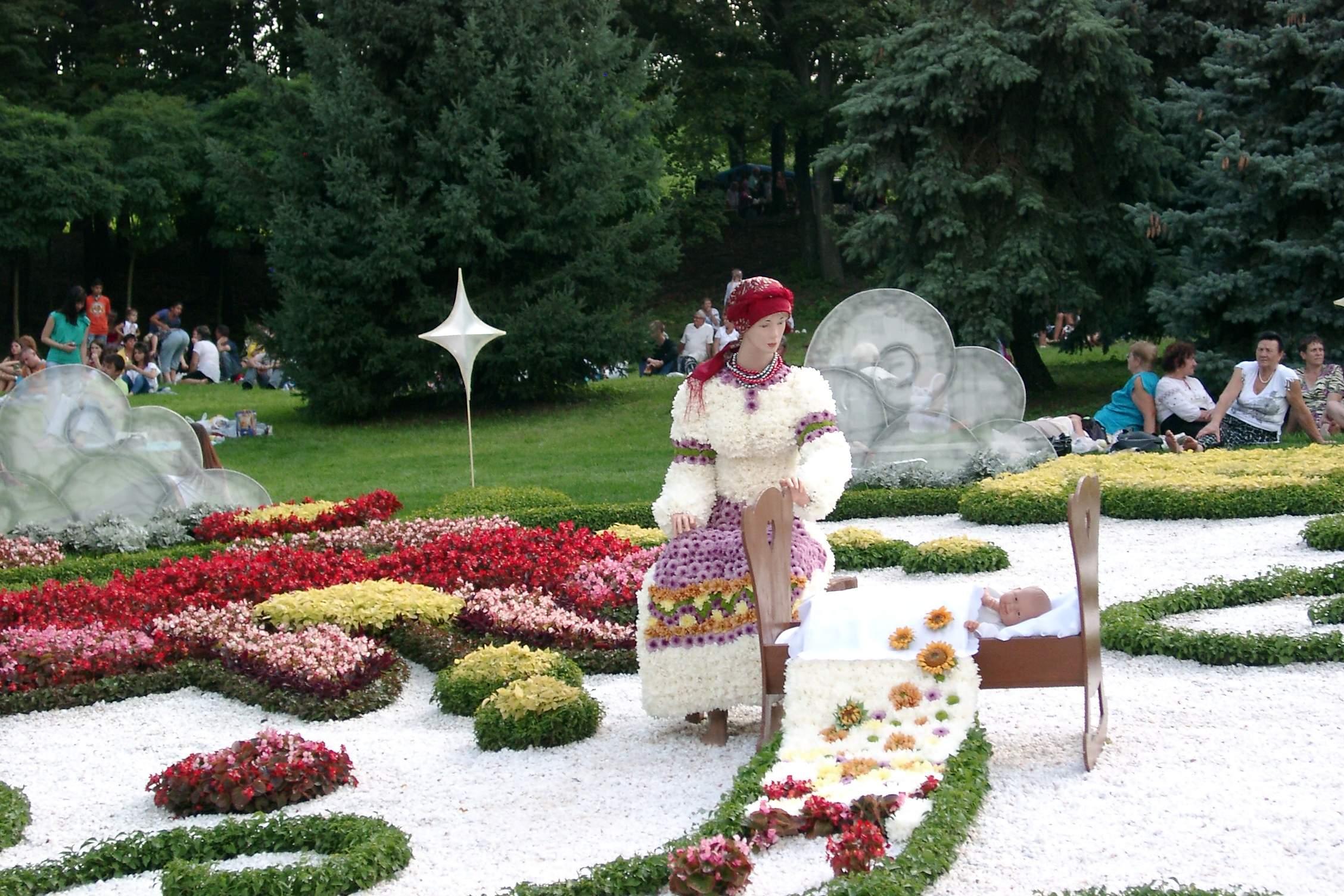
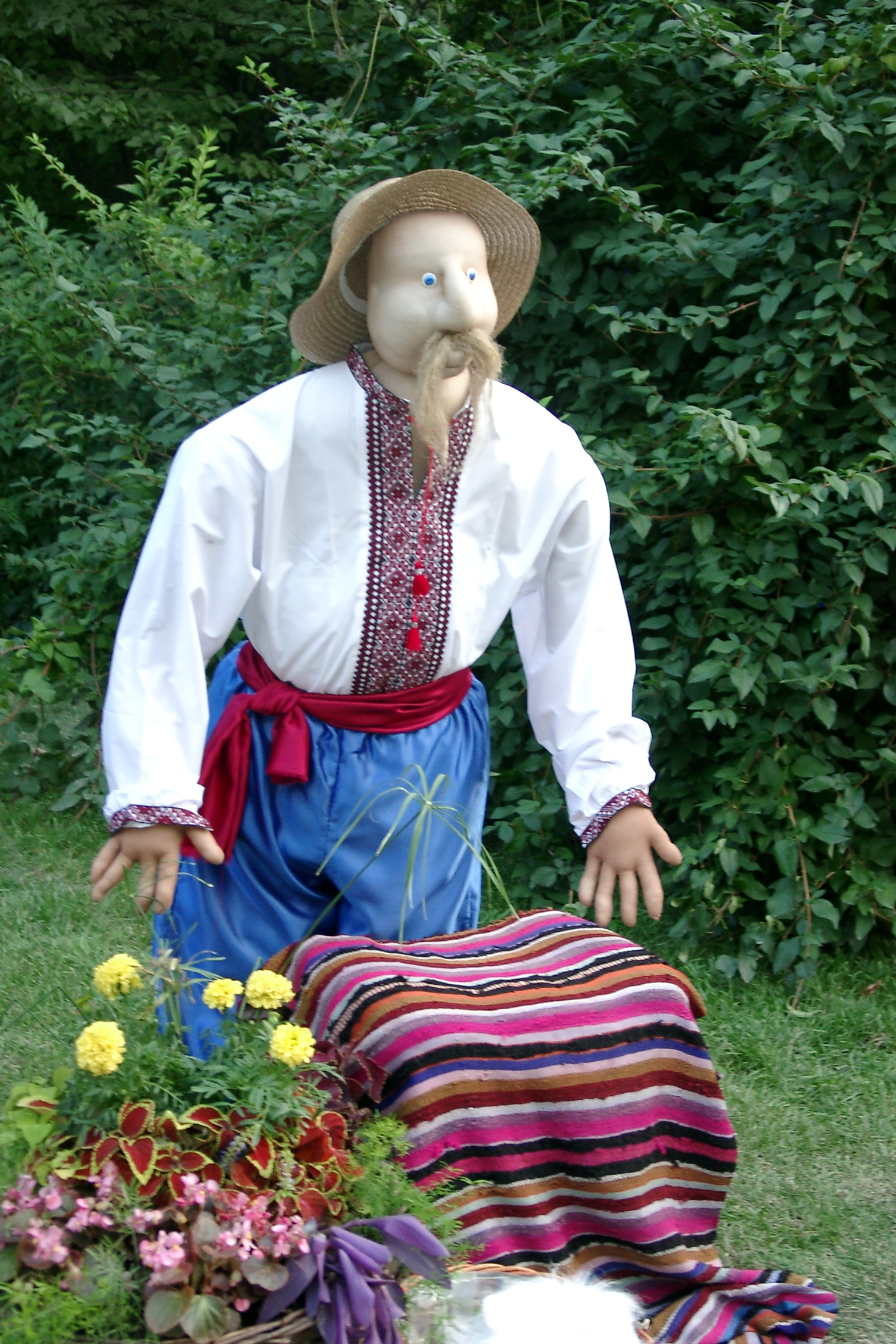